# Gallicolombe des Salomon
Gallicolumba salamonis
Espèce
Statut de conservation UICN

 EX  : Éteint
La Gallicolombe des Salomon (Pampusana salamonis, syn. Alopecoenas salamonis,  Gallicolumba salamonis) est une espèce éteinte d'oiseaux de la famille des Columbidae.

## Répartition
Cette espèce était endémique des Salomon, où on la trouvait sur Makira (anciennement San Cristobal) et la petite île de Ramos, appartenant à Malaita.